# 마쓰다이라 요시노리 (1826년)

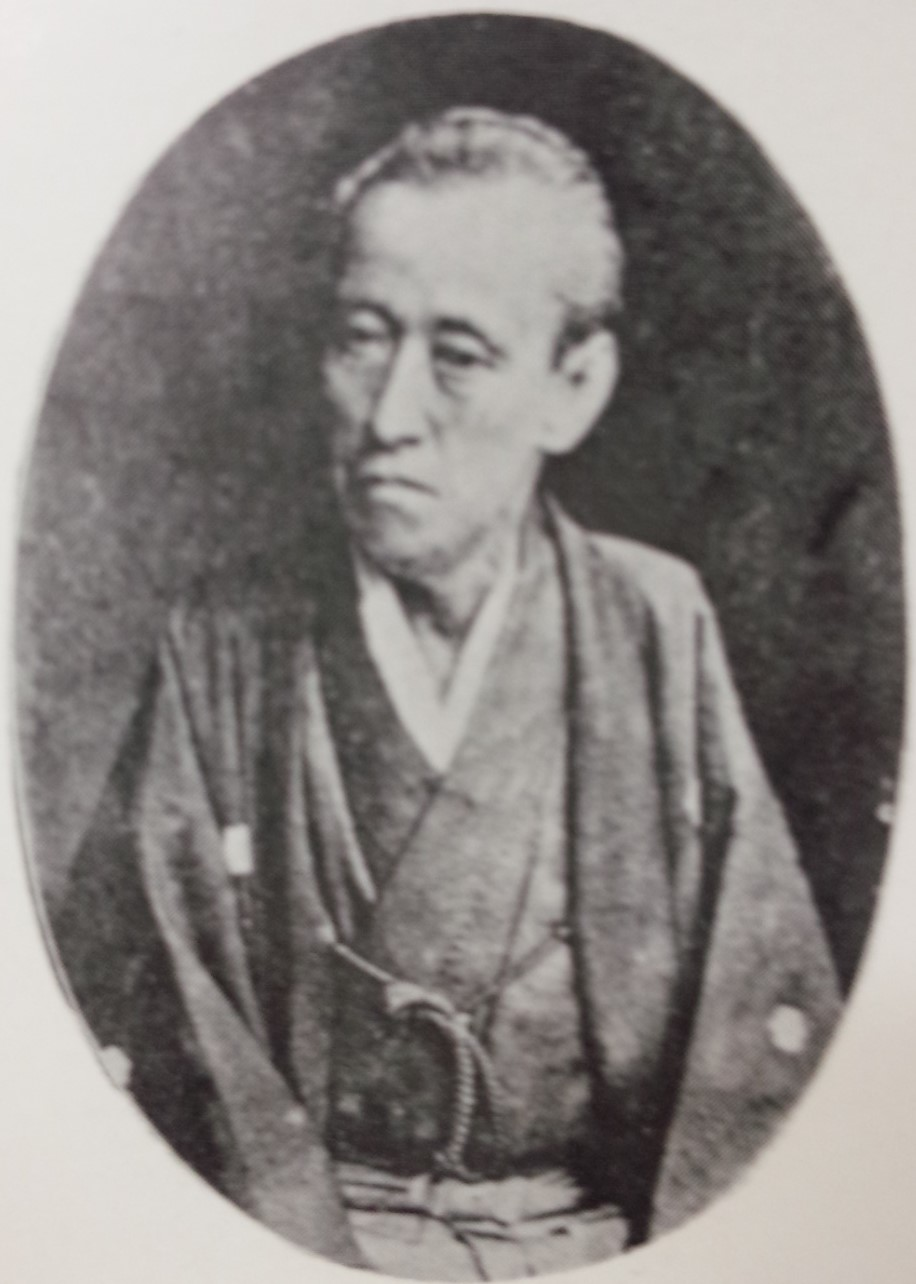
마쓰다이라 요시노리

마쓰다이라 요시노리(松平慶憲)는 에도 시대 후기부터 말기까지의 다이묘이다. 하리마 아카시번(播磨明石藩) 제9대 번주를 지냈다. 나오요시계 에치젠 마쓰다이라가(直良系越前松平家) 제10대 당주.
친부는 아카시번주 마쓰다이라 나리쓰구, 친모는 시세이인(至誠院, 가와고에번주 마쓰다이라 나오쓰네의 딸)으로 둘 사이의 장남으로 태어났다. 후에 아카시번 선대 번주 마쓰다이라 나리코토의 양자로 입적하였다.
| 전임 마쓰다이라 나리코토 | 제9대 아카시번 번주 (에치젠 마쓰다이라가) 1844년 ~ 1869년 | 후임 마쓰다이라 나오무네 |